# Andrzej Lasocki
Andrzej Ryszard Lasocki (ur. 5 października 1945 w Warszawie) – polski lekkoatleta, trener, menedżer sportowy, wydawca.

## Życiorys
Zawodnik klubów MKS Warszawa i Skra Warszawa. Reprezentant Polski w trójskoku (m.in. w ME 1969 i HME 1972). Rekord życiowy - 16.55 (20 czerwca 1970, Warszawa). Siedem razy bronił barw narodowych w meczach międzypaństwowych.
Trener kadry narodowej w skokach długich, jego podopiecznymi byli m.in. Zdzisław Hoffmann, Jacek Pastusiński, Agata Karczmarek, Eugeniusz Bedeniczuk i Andrzej Grabarczyk. Autor kilku podręczników szkoleniowych. 
Właściciel Agencji Wydawniczej "Sportpress" w Łomiankach, wydawca i redaktor miesięcznika Lekkoatleta, wychodzącego od 1992 (z przerwą na lata 1997–2002, gdy ukazywał się Rocznik Lekkoatlety). 
Od 2001 do 2007 dyrektor Memoriału Janusza Kusocińskiego, najważniejszego mityngu PZLA.
W czerwcu 2008 przeszedł na emeryturę.
W 1999 roku został odznaczony Krzyżem Kawalerskim Orderu Odrodzenia Polski.